# Włodzimierz Mazur
Włodzimierz Mazur (Opatów, 14 aprile 1954 – 1º dicembre 1988) è stato un calciatore polacco, di ruolo attaccante.

## Carriera

### Club
Włodzimierz Mazur debuttò nel 1973 nel Zagłębie Sosnowiec e vi giocò fino al 1983, quando si trasferì in Francia, allo Stade Rennais.
Nel 1985 tornò al Zagłębie Sosnowiec, con cui giocò per un'altra stagione prima di ritirarsi.
Nella stagione 1976-1977 fu capocannoniere del campionato polacco di calcio.

### Nazionale
Giocò anche 23 partite con la Nazionale polacca e segnò 3 reti. Il suo debutto risale al 31 ottobre 1976 quando giocò una partita contro la Nazionale cipriota.
Nel 1978 partecipò al campionato mondiale di calcio.

## Palmarès

### Club
- Coppa di Polonia: 2

Zagłębie Sosnowiec: 1976-1977, 1977-1978

### Individuale
- Capocannoniere del campionato polacco: 1

1976-1977